# Ciclopista del Garda
La ciclopista del Garda è un percorso ciclopedonale della provincia di Brescia che ha come progetto finale quello di collegare Limone sul Garda al confine della provincia di Trento, verso Riva del Garda. In realtà, attualmente la ciclovia non connette i due paesi, ma parte a circa 3 km da Limone e avanza per circa 2,5 km.
 La ciclovia è raggiungibile a piedi o in bicicletta soltanto da Limone. Da Riva del Garda invece è necessario percorrere la strada, attraversando varie gallerie che non sono per nulla sicure da percorrere per pedoni e ciclisti. Affianca per un tratto la strada statale 45 bis Gardesana Occidentale.
 Il sito è "tagliato" in due dal confine provinciale: sul confine vi è un monumento dedicato ai lavoratori deceduti nella realizzazione della SS 45 bis consistente in una balconata monumentale a strapiombo sul lago. 

## Percorso
Il percorso, a sbalzo sul lago e ancorato alla parete di roccia, sporge a un'altezza di circa 50 m dal livello dell'acqua. È percorribile anche di notte, grazie all’impianto di illuminazione a led.
Fa parte del progetto Ciclovia del Garda, la cui realizzazione era prevista per il 2021 e che avrebbe dovuto attraversare 19 comuni del lago.

### Riepilogo tappe
- Inizio: località Capo Reamol Limone sul Garda - 0,0 km
- Fine: confine Provincia di Trento località Pescarol (verso Riva del Garda) - 2,5 km